# Spiritualismus (Theologie)
In der christlichen Theologiegeschichte bezeichnet Spiritualismus eine Haltung, die von der Annahme der Gegenwart des göttlichen Heiligen Geistes (lat. spiritus sanctus) im menschlichen Körper bzw. in der Natur ausgeht und daher in Glaubensangelegenheiten alles als äußerlich Angesehene für unwesentlich hält oder sogar ganz ablehnt: von der Kirche als Institution und den Sakramenten und Dogmen in manchen Fällen bis hin zum schriftlich fixierten Bibelwort.
Zuweilen taucht der Ausdruck „Spiritualismus“ als Fehlübersetzung aus dem Englischen auf, wo spiritualism aber Spiritismus bedeutet.
Gelegentlich wird der Terminus als typologischer Begriff für die gesamte Christentumsgeschichte benutzt. Allgemeiner verbreitet ist er aber für eine Strömung, die erst in der Reformationszeit aufkam, sich im 16. und 17. Jahrhundert feststellen lässt und ihre Nachwirkung vor allem im Pietismus und bei den Dissentern hatte. Wegen der Abhängigkeit von der mittelalterlichen Mystik, wie sie etwa durch Johannes Tauler oder die Theologia deutsch vertreten wurde, wird die Strömung oft auch als „mystischer Spiritualismus“ bezeichnet.

## Geschichte und Bedeutung des Begriffs
Der schon seit der Mitte des 19. Jahrhunderts für Außenseiter der Reformation gebräuchliche Begriff Spiritualist löste zeitgenössische abwertende Begriffe wie „Schwärmer“ oder „Schwarmgeister“ (häufig bei Martin Luther) ab. Nach Alfred Hegler, der Sebastian Franck 1892 als Prototypen des Spiritualismus in der Reformationszeit behandelte, hat vor allem Ernst Troeltsch in seinen Soziallehren der christlichen Kirchen und Gruppen die Begriffsbestimmung geprägt. Troeltsch sah im „protestantischen Spiritualismus“, für den vor allem Sebastian Franck und Valentin Weigel stehen, eine Verwirklichung eines der drei Grundtypen des Christentums, nämlich der Mystik, während das Täufertum für den Sektentypus und die Hauptströmungen der Reformation gemeinsam mit dem Katholizismus für den Kirchentypus stehen. Heinrich Bornkamm, der weitgehend dieselben Vertreter behandelte wie Troeltsch, benutzte die Begriffe Spiritualismus und protestantische Mystik abwechselnd und unterstrich den Einfluss von Luthers Theologie. Gustav Adolf Benrath stellte 1998 fest, dass es sich beim Spiritualismus „nicht um eine konfessionell festgelegte, schulmäßig vermittelte, in sich geschlossene Lehrtradition handelt“. Neben dem auf Luther und die mittelalterliche Mystik zurückgehenden „mystischen Spiritualismus“ identifizierte er auch einen „libertinistischen Spiritualismus“, einen „apokalyptischen Spiritualismus“ und einen „humanistischen Spiritualismus“.
Im englischen Sprachraum wird als spiritualism im Allgemeinen das bezeichnet, was im deutschen als Spiritismus gilt. In falscher Rückübersetzung wird dann gelegentlich auch der Spiritismus als Spiritualismus bezeichnet. Versuche, über Emanuel Swedenborg und Johann Heinrich Jung-Stilling eine Verbindung vom frühneuzeitlichen Spiritualismus zum Spiritismus herzustellen, sind bislang ohne große Rezeption geblieben.

## Wichtige Vertreter
Die Denkhaltung des Spiritualismus zeigte sich schon in den Anfängen der reformatorischen Bewegung, prominent etwa bei Luthers zeitweisem Gefährten Andreas Bodenstein (genannt Karlstadt), der sich nach seinem Weggang aus Wittenberg 1522 mystischen Gedanken öffnete, die ihn dazu brachten, die Heilswirksamkeit der Sakramente zu bestreiten. Sein Abendmahlstraktat von 1524 eröffnete den Abendmahlsstreit und wurde auch für Zwingli bedeutsam, den Luther ebenfalls als Anhänger des „Schwärmertums“ ansah. Ein bedeutender Vertreter spiritualistischer Ideen war des Weiteren Thomas Müntzer, der sowohl von den täuferischen als auch von den reformierten Traditionen im südwestdeutschen Raum rezipiert wurde. Die Impulse Müntzers wurden im Täufertum (z. B. bei Ludwig Hätzer und Hans Denck) ebenso aufgenommen wie im individualistischen Spiritualismus (Sebastian Franck, Kaspar von Schwenckfeld) und im eschatologischen bzw. apokalyptischen Spiritualismus (David Joris, Heinrich Niclaes). In einer eigenen Traditionslinie stehen Paracelsus, sowie im späten 16. und frühen 17. Jahrhundert Valentin Weigel und Jakob Böhme, deren Schriften weit über den deutschen Sprachraum hinaus wirkten. Bei Johann Arndt fand der Spiritualismus eine Form, die trotz Anfragen von Seiten der lutherischen Orthodoxie in der lutherischen Kirche vermittelbar blieb und auf den kirchlichen Pietismus einwirken konnte.
Spiritualisten bildeten nur selten organisierte Bewegungen. Ausnahmen sind die Schwenkfeldianer, die frühen Quäker und die von Johann Georg Gichtel gegründeten Gichtelianer. Erst im Radikalen Pietismus kam es in größerem Umfang zu Gruppenbildungen. Die sog. Geistchristen nach Johannes Greber sind eine kleine rezente Gruppierung die Elemente eines theologischen Spiritualismus im Sinne von Ernst Troeltsch vertritt.